# 中国科学院南京分院
中国科学院南京分院（Nanjing Branch of Chinese Academy of science）是中国科学院的派出机构，于1978年11月正式成立，主要任务是联络和协调中科院在江苏省的研究单位，建设各单位领导干部队伍和江苏、江西两省的院地合作工作。

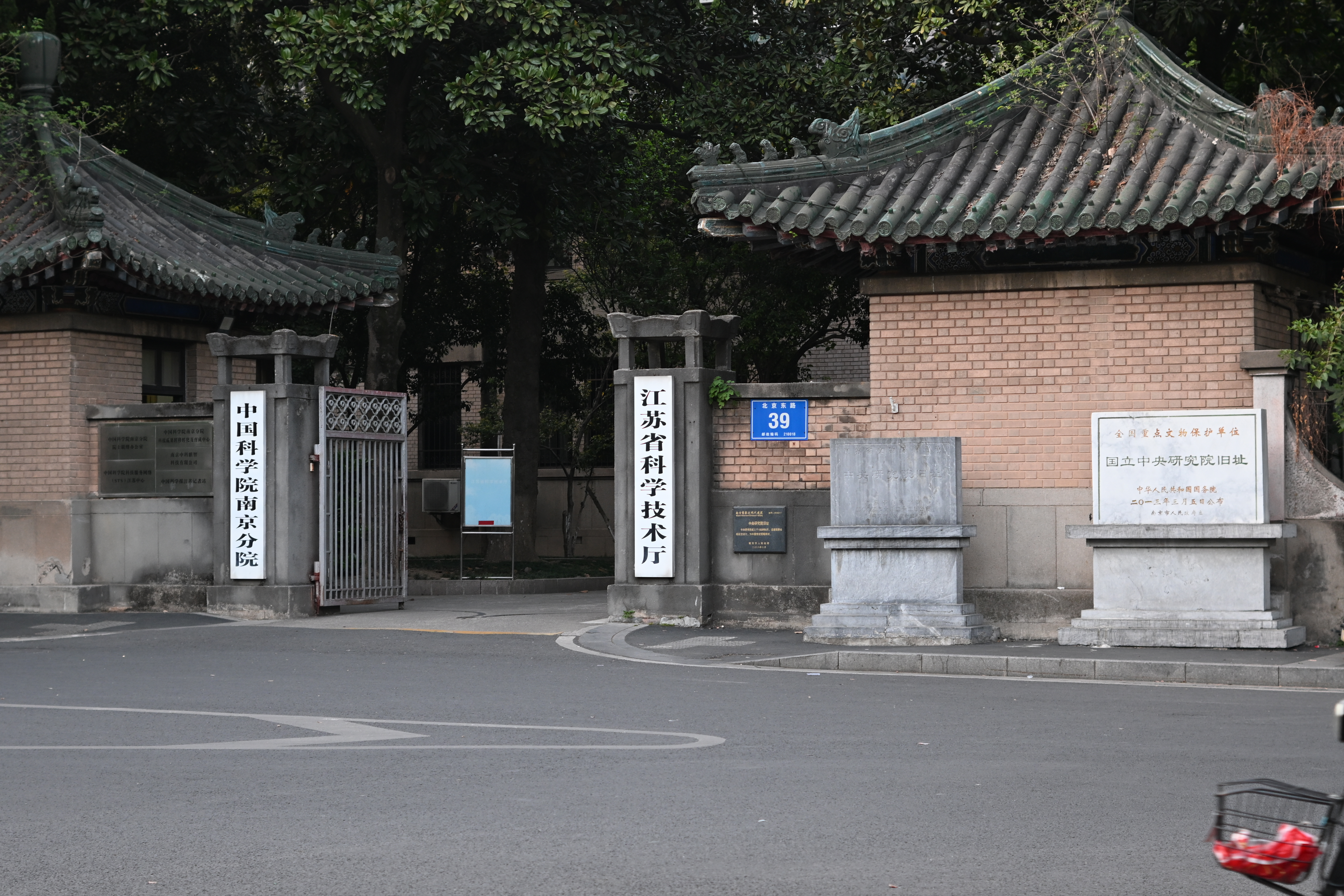
中国科学院南京分院大门

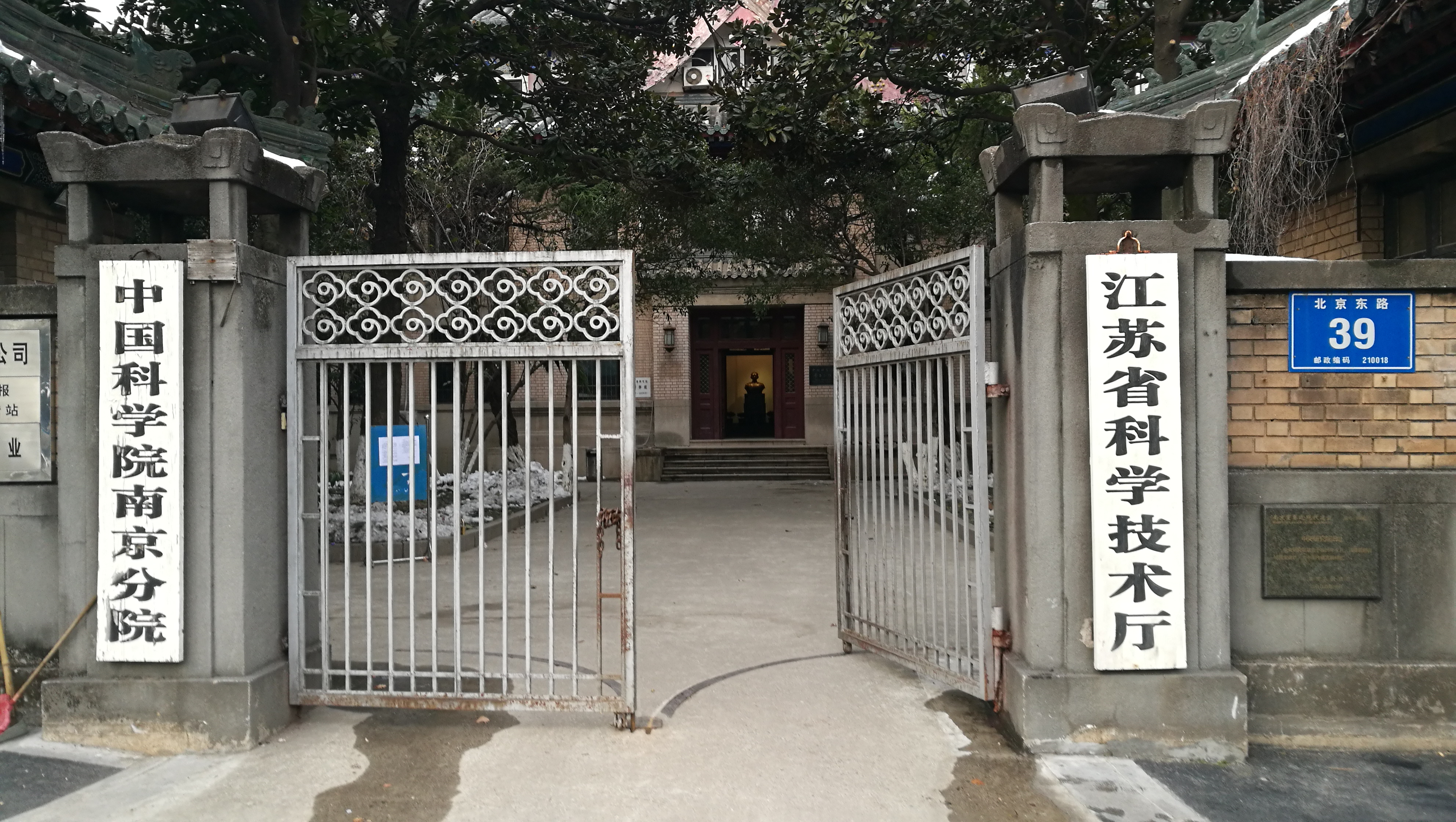
中国科学院南京分院正门

## 历史沿革
1950年4月，中国科学院在南京设立华东办事处南京分处。1951年2月，中国科学院将华东办事处南京分处改为中国科学院南京办事处。
1954年2月，中科院将上海、南京两办事处合并为华东办事处，7月设立华东办事处南京分处。1955年2月，华东办事处南京分处更名为上海办事处南京分处。1957年2月，上海办事处南京分处改为南京办事处。
1958年4月，江苏省委决定在南京办事处基础上成立中国科学院江苏分院；1962年5月，江苏分院撤销。
1966年1月，中国科学院成立中国科学院华东分院南京办事处；1969年10月，南京办事处撤销。
1978年11月，经国务院批准，中国科学院南京分院恢复。1980年1月，南京分院正式成立。

## 研究单位
- 紫金山天文台
- 南京地质古生物研究所
- 南京土壤研究所
- 南京地理与湖泊研究所
- 中科院南京天文仪器有限公司
- 国家天文台南京天文光学技术研究所
- 苏州纳米技术与纳米仿生研究所
- 苏州生物医学工程技术研究所
- 江苏省中国科学院植物研究所

## 历任院长
- 熊毅（1980年1月—1983年11月）[4]
- 佘之祥（1983年12月—1996年12月）
- 严寿宁（1999年5月—2007年11月）
- 周健民（2007年12月—2017年7月）
- 杨桂山（2017年8月—）